# Ivan Otto Schwarz
Ivan Otto Schwarz (11. prosince 1923, Bratislava, Československo – 4. ledna 2018, Londýn, Spojené království) byl příslušník  československé zahraniční armády, který v druhé světové válce sloužil v britské RAF jako střelec a radiotelegrafista v 311. československé bombardovací peruti; od března 1945 do konce války byl zařazen u 167. transportní peruti RAF.

## Život
Ivan Otto Schwarz se narodil židovským rodičům. V únoru 1939 začal studovat gymnázium ve Walesu, které ale brzy opustil, protože si jeho rodina nemohla dovolit platit školné. V 16 letech musel lhát o svém věku, když narukoval do britské armády. V té se později dostal k československým britským jednotkám.V březnu 1945 se stal podporučíkem.  Po válce se v srpnu 1945 vrátil do Československa. V říjnu 1945 byl povýšen na nadporučíka letectva v záloze.  Před únorovým převratem roku 1948  odešel zpět do Británie, kde se usadil v Londýně. Následně za ním přijely z původní domoviny i snoubenka a později i matka se sestrou. Plynně hovořil slovensky, česky a anglicky.
Po listopadu 1989 byl povýšen do hodnosti plukovníka ve výslužbě. V roce 1995 byl jmenován generálmajorem Ozbrojených sil Slovenské republiky ve výslužbě. V letech 2006 až 2009 byl předsedou Svazu letců Svobodného Československa v Londýně. Zemřel 4. ledna 2018. Při pohřbu zazněla slovenská, česká a britská státní hymna a byla  přítomna čestná stráž slovenské a čeké armády.

## Válečné úspěchy
Ivan Otto Schwarz byl u jednoho z největších československých válečných úspěchů druhé světové války. Jeho bombardér Liberator v roce 1943 potopil německou loď MV Alsterufer, která převážela z Japonska do Německa strategicky důležitý wolfram (cca 344 tun, což je množství které přibližně odpovídalo potřebě této suroviny německým válečným průmyslem na jeden rok). Za podíl na této akci byl Schwarz vyznamenán Československým válečným křížem. Úspěchu si v článku z 30. prosince 1943 všiml i britský deník The Times.

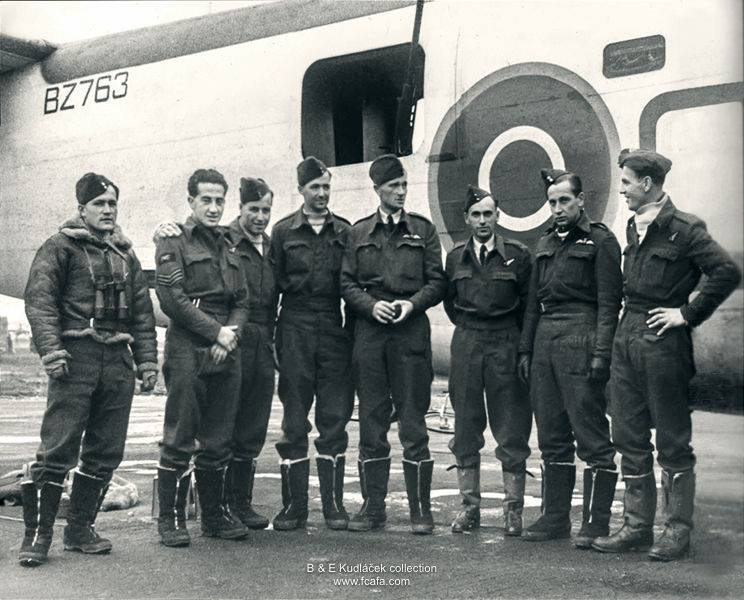
311. perutě RAF léto 1943 - letiště Beaulieu v Hampshiru. Zleva doprava: Fonta Stefan, Schwarz Ivan, Hahn Jindrich, Ludikar Marcel, Dolezal Oldrich, Hanus Zdenek, Prochazka Robert.

## Vyznamenání
- 1944  Československý válečný kříž 1939, udělen 07.02.1944
- 1944  Československá medaile Za chrabrost před nepřítelem
- 1945  Československý válečný kříž 1939, udělen podruhé 1945
- 1945  Hvězda 1939–1945
- 1946  Československá vojenská medaile za zásluhy, I. stupeň
- 2005  Řád bílého dvojkříže, III. třída
- 2005  Pamětní medaile k 60. výročí ukončení druhé světové války[8]
- 2008  Pamětní medaile ministra obrany Slovenské republiky [9], I. stupeň
- 2008  Záslužný kříž ministra obrany České republiky, I. stupeň
- 2010  Pamětní medaile M. R. Štefánika [10], I. stupeň
- 2015  Pamětní medaile k 70. výročí SNP a ukončení druhé světové války [11]
- 2017  Medaile Za hrdinství
- Československý válečný kříž 1939, udělen potřetí
- Pamětní medaile československé armády v zahraničí, se štítkem Velká Británie
- Medaile Za obranu [12]
- Válečná medaile 1939–1945 [13]
- Atlantická hvězda [14]
- Záslužný kříž ministra obrany České republiky, II. stupeň
- Záslužný kříž ministra obrany České republiky, III. stupeň